# Càmera
Càmera és el nom genèric de diversos sistemes o aparells per a capturar imatges fixes o en moviment. El seu nom prové del llatí camera que significa "cambra".

## Tipus
Les càmeres es poden dividir en diverses tipologies.
- D'imatge estàtica:
  - Càmera digital
  - Càmera fotogràfica
  - Càmera estereoscòpica
  - Càmera infraroja
  - Càmera tèrmica
- D'imatge en moviment:
  - Càmera de cinema
  - Càmera de televisió
  - Càmera de vídeo
  - Webcam
- Altres:
  - Cambra obscura
  - Càmera intel·ligent

## Història

### Fotografia

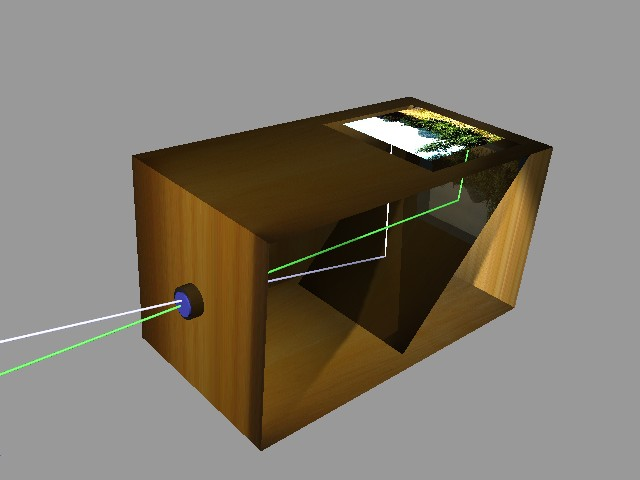
Càmera obscura

El primer antecedent de la càmera fotogràfica és la cambra obscura, datada aproximadament al segle VI dC. És un instrument òptic que permet obtenir la projecció d'una imatge sobre la superfície interna de la cambra, a partir d'un orifici situat a l'altre extrem de la cambra on incideix la llum. La seva primera utilitat va ser com a pauta de dibuix, ja que la imatge obtinguda estava invertida i era borrosa.
La fotografia més antiga que es conserva la situem l'any 1826, obtinguda pel francés Nicéphore Niepce amb una càmera obscura i un suport sensible. Tretze anys més tard, l'any 1839, va ser quan Louis Daguerre va publicar el seu procés per a l'obtenció de fotografies, basat en la plata. Aquest procediment és l'antecedent de l'actual fotografia instantània polaroid.
Les càmeres fotogràfiques han evolucionat quant a qualitat i mida. Però el gran canvi va esdevenir entre els 70 i 80, amb l'aparició de càmeres petites, més sofisticades i més sensibles, capaces de prendre instantànies en qualsevol lloc.
L'última evolució més significativa va ser el sensor CCD inventat el 1969 per Willard Boyle i George Smith. Un dispositiu per emmagatzemar imatges gràcies a les milers de cèl·lules fotosensibles que generen electricitat, proporcional a la llum rebuda. Cada cèl·lula té un filtre sensible per les tonalitats del model de color RGB.
Poc temps després, apareix la primera càmera digital que incorpora aquesta tecnologia com a sistema per a capturar imatges. En general, qualsevol càmera digital mira de capturar les imatges, emmagatzemar-les en la memòria interna o targeta externa. En termes tècnics, transforma els impulsos lluminosos en bits, de manera que es puguin transmetre a l'ordinador el qual s'encarregarà de descarregar-los o desxifrar-los.

### Cinema

Cavall en moviment

Per aconseguir el moviment de les imatges captades mitjançant la fotografia, van esdevenir tres fets importants:
- Any 1872: Descomposició d'un cavall, a través de 24 càmeres fotogràfiques per Eadweard Muybridge.
- Any 1874: Captació de moviment d'un planeta per la càmera de Jules Jasson.
- Any 1882: Étienne-Jules Marey estudia el vol de les aus migratòries.

És l'inici del cinema. Aquest fet data del desembre de 1895 quan els germans Lumière van aconseguir projectar una escena d'uns obrers francesos sortint del seu lloc de treball en una fàbrica de París.
Aquest va ser el punt de partida per l'aparició de la Càmera de cinema. El procés per a capturar imatges es basava en un mecanisme de moviment intermitent capaç d'enregistrar 24 imatges per segon en una pel·lícula magnètica, amb l'ajuda d'un obturador que impedeix la incidència de la llum quan no volem enregistrar cap imatge, per no encavalcar-les.
En els anys posteriors es comença a treballar en la transmissió d'imatges a distància i l'any 1926 es va fer la primera demostració pública per John Logie Baird. A partir d'aquest moment, la càmera de televisió es va desenvolupar a fi d'adquirir imatges destinades únicament a la televisió. Per altra banda, apareix la càmera de vídeo més versàtil i destinada a usos no televisius.

## Actualitat
Avui en dia, les tecnologies aplicades a les càmeres són molt diverses, tant en l'obtenció d'imatge com en la forma de transmetre-les. Són un clar exemple d'això la càmera infraroja o tèrmica, capaces de detectar l'espectre electromagnètic infraroig proper. Originàriament aquest tipus de càmeres estaven destinades pel servei militar. Una altra varietat és la càmera web, capaç d'adquirir imatges en temps real i enviar-les a través la xarxa internet
També existeixen altres tipus anomenades càmeres intel·ligents, destinada a la visió artificial. Són capaces de processar i tractar imatges sense necessitat de CPU externa. Inclús càmeres de modelat «fictícies» per visualitzar models en 3D creades per ordinador.
Per acabar, hi ha la càmera estereoscòpica que pren imatges en 3D fent servir dos objectius, que simulen la visió humana; és a dir, com més a prop estigui l'objecte a captar, més junts es trobaran aquests dos objectius.

## Mecànica

Elements bàsics d'una moderna càmera digital reflex d'una sola lent (SLR)

La majoria de les càmeres capturen la llum de l'espectre visible, mentre que les càmeres especialitzades capturen altres parts de l'espectre electromagnètic, com ara l'infraroig.:vii
Totes les càmeres utilitzen el mateix disseny bàsic: la llum entra a una caixa tancada a través d'una lent convergent o convexa i s'enregistra una imatge en un suport sensible a la llum. Un mecanisme d'obturador controla el temps que la llum entra a la càmera.:1182–1183
La majoria de les càmeres també tenen un visor, que mostra l'escena que s'ha d'enregistrar, juntament amb mitjans per ajustar diverses combinacions d'enfocament, obertura i velocitat d'obturació.:4

### Control de l'exposició

#### Obertura

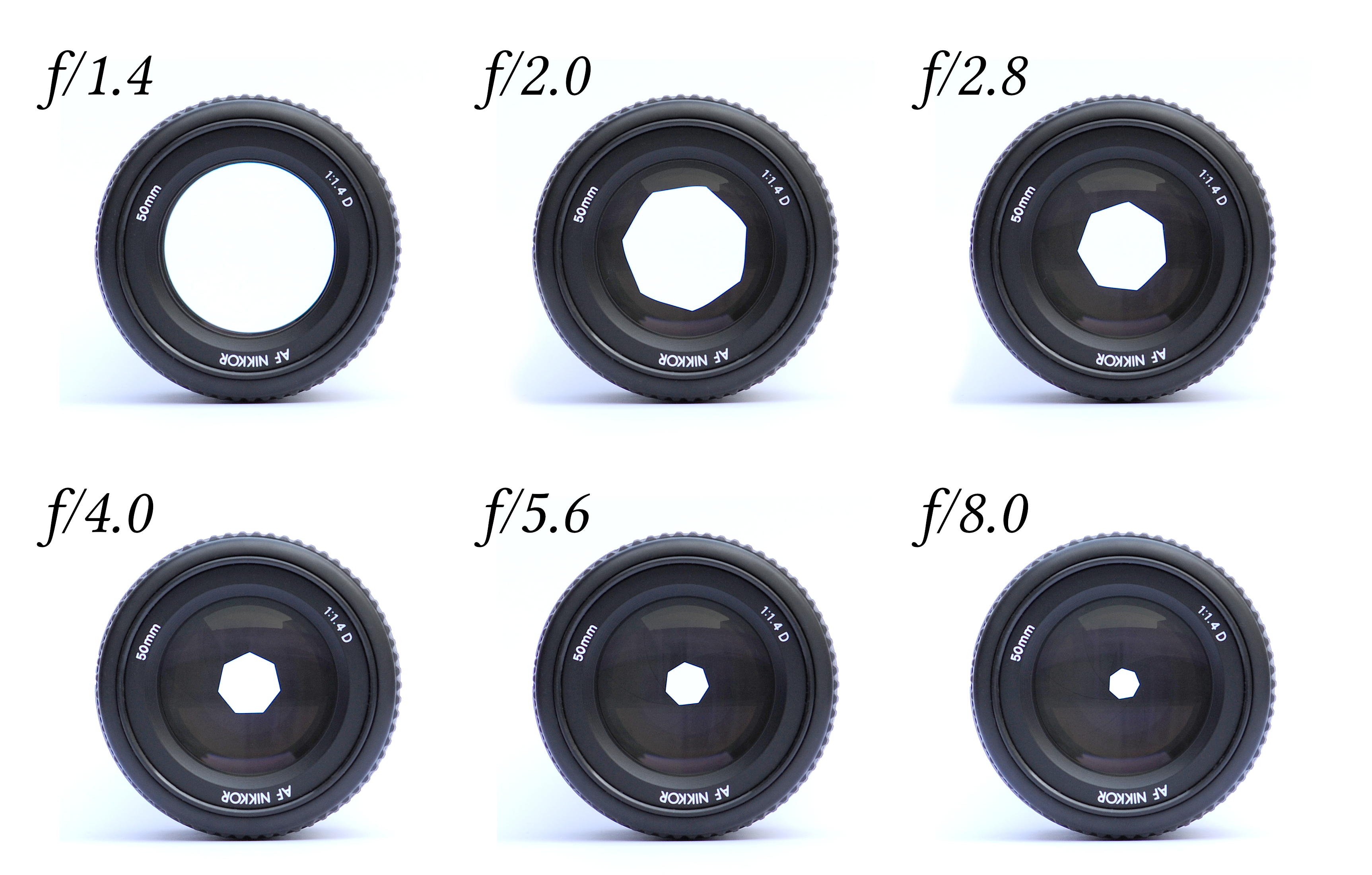
Diferents obertures d'una lent

La llum entra a la càmera a través d'una obertura, una obertura ajustada per plaques superposades anomenada anell d'obertura. Normalment es troba a la lent, aquesta obertura es pot eixamplar o reduir per alterar la quantitat de llum que incideix sobre la pel·lícula o el sensor. La mida de l'obertura es pot configurar manualment, girant la lent o ajustant un dial o automàticament en funció de les lectures d'un mesurador de llum intern.

A mesura que s'ajusta l'obertura, l'obertura s'expandeix i es contrau en increments anomenats f-stops. Com més petit sigui el f-stop, més llum es permet que entri a la lent, augmentant l'exposició. Normalment, les parades f van des de f/1.4 a f/32 en increments estàndard: 1.4, 2, 2.8, 4, 5.6, 8, 11, 16, 22, i 32. La llum que entra a la càmera es redueix a la meitat amb cada increment.

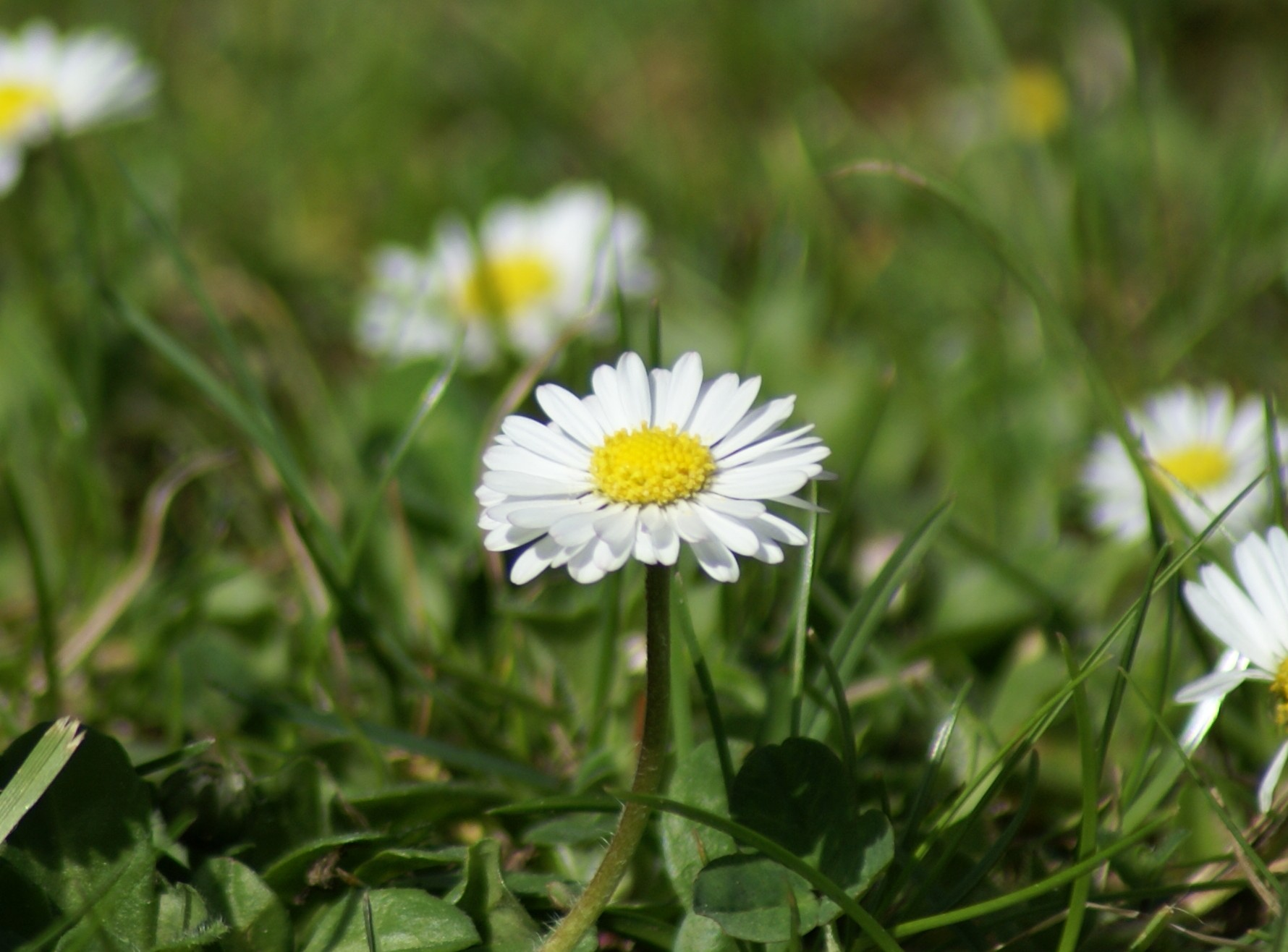
El rang de distància en què els objectes apareixen clars i nítids, anomenat profunditat de camp, es pot ajustar per moltes càmeres. Això permet al fotògraf controlar quins objectes apareixen enfocats i quins no.

L'obertura més àmplia als punts f inferiors redueix el rang d'enfocament, de manera que el fons queda borrós mentre el primer pla està enfocat. Aquesta profunditat de camp augmenta a mesura que es tanca l'obertura. Una obertura estreta dona lloc a una gran profunditat de camp, el que significa que els objectes a moltes distàncies diferents de la càmera semblaran estar enfocats. El que està acceptablement enfocat està determinat pel cercle de confusió, la tècnica fotogràfica, l'equip en ús i el grau d'ampliació esperat de la imatge final.

#### Obturador
L'obturador, juntament amb l'obertura, és una de les dues maneres de controlar la quantitat de llum que entra a la càmera. L'obturador determina la durada que la superfície sensible a la llum està exposada a la llum. L'obturador s'obre, la llum entra a la càmera i exposa la pel·lícula o el sensor a la llum, i després l'obturador es tanca.

Hi ha dos tipus d'obturadors mecànics: l'obturador de fulla i l'obturador de pla focal. El tipus de fulla utilitza un diafragma d'iris circular que es manté sota tensió de molla dins o just darrere de la lent que s'obre i es tanca ràpidament quan s'allibera l'obturador. 

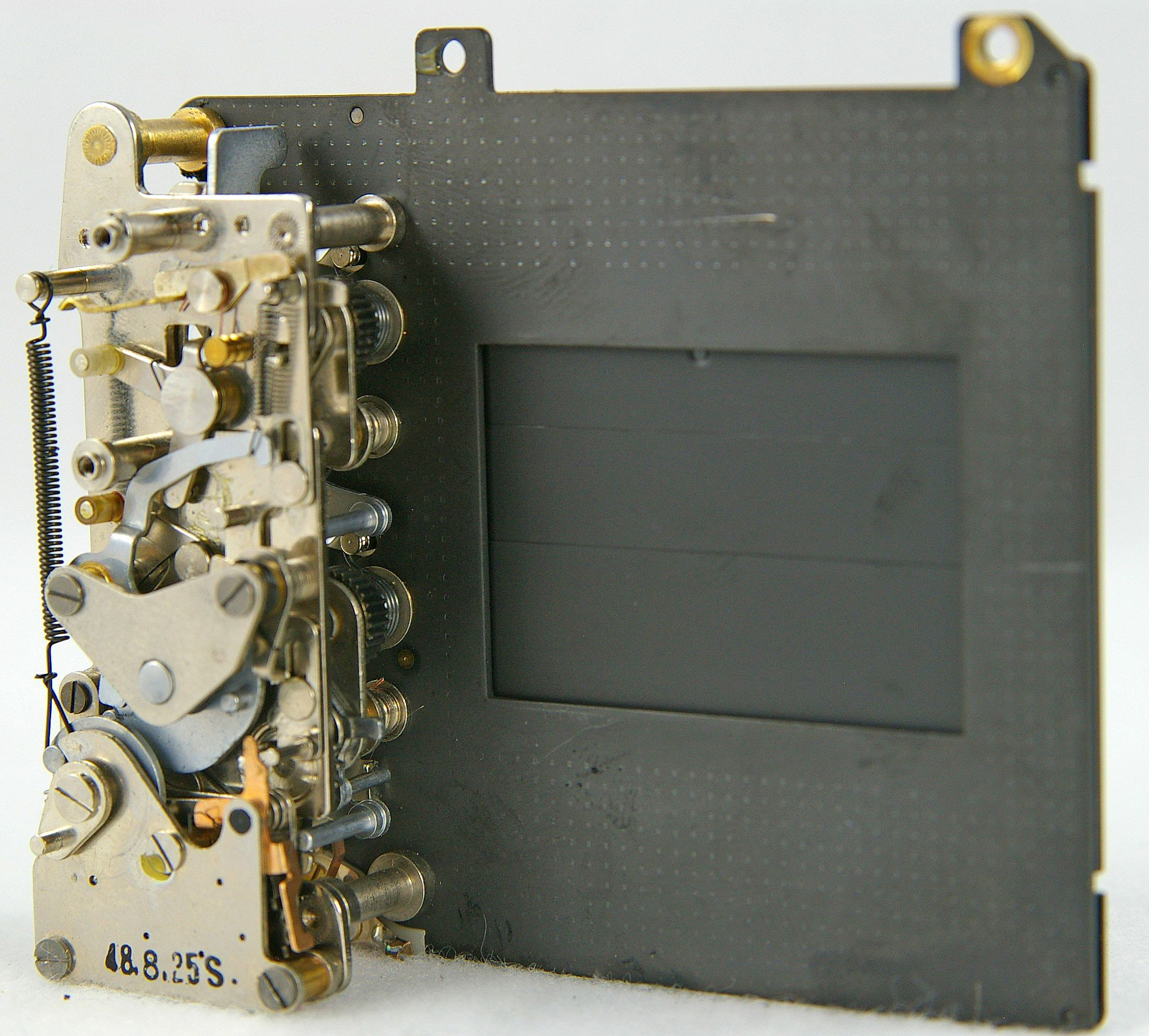
Un obturador de pla focal. En aquesta persiana, les fulles metàl·liques de l'obturador viatgen verticalment.

Més comunament, s'utilitza un obturador de pla focal. Aquest obturador funciona a prop del pla de la pel·lícula i utilitza plaques metàl·liques o cortines de tela amb una obertura que travessa la superfície sensible a la llum. Les cortines o plaques tenen una obertura que es tira a través del pla de la pel·lícula durant l'exposició. L'obturador del pla focal s'utilitza normalment en càmeres reflex d'una sola lent (SLR), ja que cobrir la pel·lícula (en lloc de bloquejar la llum que passa per la lent) permet al fotògraf veure la imatge a través de la lent en tot moment, excepte durant l'exposició pròpiament dita. Cobrir la pel·lícula també facilita l'eliminació de la lent d'una càmera carregada, ja que moltes reflexes tenen lents intercanviables.
Una càmera digital pot utilitzar un obturador mecànic o electrònic, aquest últim és comú a les càmeres de telèfons intel·ligents. Les persianes electròniques enregistren les dades de tot el sensor simultàniament (una persiana global) o enregistren les dades línia per línia a través del sensor (una persiana enrotllable). A les càmeres de cinema, un obturador giratori s'obre i es tanca sincronitzat amb l'avanç de cada fotograma de la pel·lícula.
La durada durant la qual l'obturador està obert s'anomena velocitat d'obturació o temps d'exposició. Els temps d'exposició típics poden oscil·lar entre un segon i 1/1.000 de segon, tot i que les durades més llargues i més curtes no són estranyes. En les primeres etapes de la fotografia, les exposicions sovint duraven diversos minuts. Aquests llargs temps d'exposició sovint van donar lloc a imatges borroses, ja que un sol objecte es grava en diversos llocs a través d'una sola imatge durant la durada de l'exposició. Per evitar-ho, es poden utilitzar temps d'exposició més curts. Temps d'exposició molt curts poden capturar accions en moviment ràpid i eliminar el desenfocament del moviment. Tanmateix, els temps d'exposició més curts requereixen més llum per produir una imatge exposada correctament, de manera que no sempre és possible escurçar el temps d'exposició.
Igual que els paràmetres d'obertura, els temps d'exposició augmenten en potències de dos. Els dos paràmetres determinen el valor d'exposició (EV), una mesura de quanta llum es registra durant l'exposició. Hi ha una relació directa entre els temps d'exposició i la configuració de l'obertura, de manera que si el temps d'exposició s'allarga un pas, però l'obertura de l'obertura també es redueix un pas, la quantitat de llum que entra en contacte amb la pel·lícula o el sensor és la mateixa.

#### Exposímetre

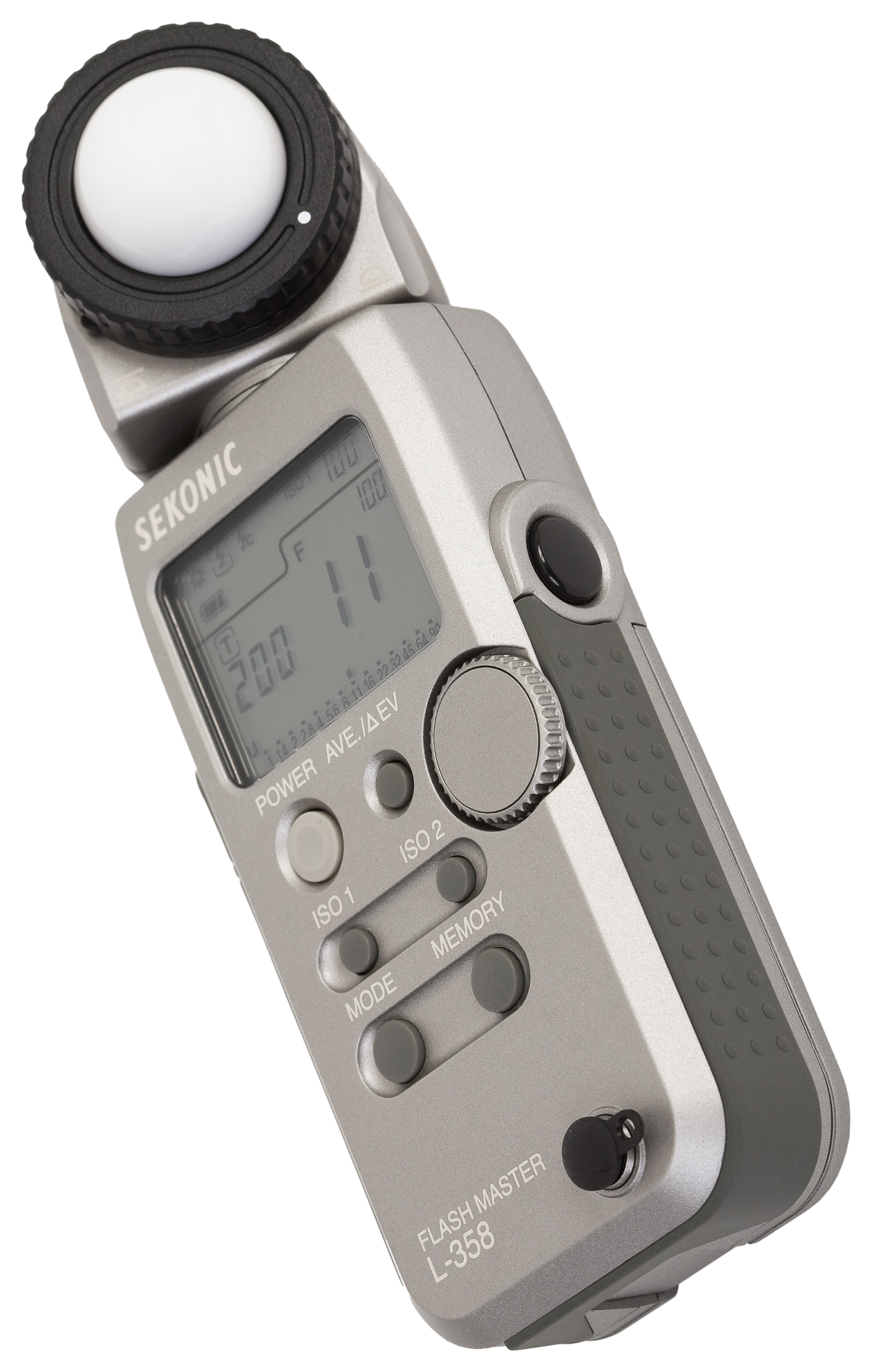
Un mesurador de llum digital portàtil que mostra una exposició d'1/200 a una obertura de f/11, a ISO 100. El sensor de llum està a la part superior, sota l'hemisferi de difusió blanca.

A la majoria de càmeres modernes, la quantitat de llum que entra a la càmera es mesura amb un mesurador de llum o un mesurador d'exposició integrat. Presa a través de la lent (anomenada TTL metering), aquestes lectures es fan utilitzant un panell de semiconductors sensibles a la llum. S'utilitzen per calcular la configuració òptima d'exposició. Normalment, aquests paràmetres es determinen automàticament a mesura que el microprocessador de la càmera utilitza la lectura. La lectura del mesurador de llum s'incorpora amb la configuració d'obertura, els temps d'exposició i la sensibilitat de la pel·lícula o del sensor per calcular l'exposició òptima. 
Els llumímetres solen fer una mitjana de la llum d'una escena a un 18% de gris mitjà. Les càmeres més avançades tenen més matisos en la seva mesura: pesen més el centre del fotograma (mesuració ponderada central), tenint en compte les diferències de llum a través de la imatge (mesuració matricial) o permetent que el fotògraf faci una lectura lleugera en un punt específic dins de la imatge (mesuració puntual).

### Objectiu
Una lent de càmera és un conjunt de múltiples elements òptics, normalment fets de vidre d'alta qualitat. La seva funció principal és enfocar la llum a la pel·lícula o al sensor digital d'una càmera, produint així una imatge. Aquest procés influeix significativament en la qualitat de la imatge, l'aspecte general de la foto i quines parts de l'escena es posen en focus.
Una lent de càmera es construeix a partir d'una sèrie d'elements de lents, petits trossos de vidre disposats per formar una imatge amb precisió a la superfície sensible a la llum. Cada element està dissenyat per reduir les aberracions òptiques, o distorsions, com ara l'aberració cromàtica (una fallada de la lent per enfocar tots els colors al mateix punt), vinyet (enfosquiment) de cantonades de la imatge) i distorsió (flexió o deformació de la imatge). El grau d'aquestes distorsions pot variar segons el tema de la foto.
La distància focal de la lent, mesurada en mil·límetres, juga un paper crític, ja que determina quina part de l'escena pot capturar la càmera i la mida dels objectes. Les lents gran angular ofereixen una visió àmplia de l'escena, mentre que les lents teleobjectiu capturen una visió més estreta però augmenten els objectes. La distància focal també influeix en la facilitat de fer fotografies clares a mà, amb longituds més llargues que fan que sigui més difícil evitar el desenfocament dels petits moviments de la càmera.
Dos tipus principals de lents inclouen lents zoom i principals. Una lent de zoom permet canviar la seva distància focal dins d'un determinat rang, proporcionant la comoditat d'ajustar la captura de l'escena sense moure la càmera ni canviar la lent. Una lent principal, en canvi, té una distància focal fixa. Tot i que són menys flexibles, les lents primes solen oferir una qualitat d'imatge superior, solen ser més lleugeres i funcionen millor amb poca llum.
L'enfocament consisteix a ajustar els elements de la lent per aguditzar la imatge del subjecte a diverses distàncies. L'enfocament s'ajusta mitjançant l'anell de focus de la lent, que apropa o allunya els elements de la lent del sensor. L'autofocus és una característica inclosa en moltes lents, que utilitza un motor dins de la lent per ajustar l'enfocament de manera ràpida i precisa en funció de la detecció de contrast o diferències de fase de la lent. Aquesta funció es pot activar o desactivar mitjançant els interruptors del cos de la lent.
Les lents avançades poden incloure sistemes mecànics d'estabilització d'imatge que mouen els elements de la lent o el mateix sensor d'imatge per contrarestar el moviment de la càmera, especialment beneficiós en condicions de poca llum o amb velocitats d'obturació lentes. Els para-sols, els filtres i els taps són accessoris que s'utilitzen juntament amb una lent per millorar la qualitat de la imatge, protegir la lent o aconseguir efectes específics.

### Visor
El visor de la càmera proporciona una aproximació en temps real del qual capturarà el sensor o la pel·lícula. Ajuda els fotògrafs a alinear, enfocar i ajustar la composició, la il·luminació i l'exposició de les seves fotografies, millorant la precisió de la imatge final.
Els visors es divideixen en dues categories principals: òptics i electrònics. Els visors òptics, que es troben habitualment a les càmeres SLR (Single-Lens Reflex), utilitzen un sistema de miralls o prismes per reflectir la llum de la lent al visor, proporcionant una visió clara i en temps real de l'escena. Els visors electrònics, típics de les càmeres sense mirall, projecten una imatge electrònica en una pantalla petita, oferint una gamma més àmplia d'informació, com ara visualitzacions prèvies d'exposició en directe i histogrames, tot i que a costa d'un retard potencial i un major consum de bateria. Existeixen sistemes de visor especialitzats per a aplicacions específiques, com ara càmeres subminiatura per espiar o fotografia submarina.
L'error de paral·laxi, resultat de la desalineació entre els eixos del visor i de la lent, pot provocar representacions inexactes de la posició del subjecte. Tot i que és insignificant amb subjectes llunyans, aquest error es fa destacat amb els més propers. Alguns visors incorporen dispositius de compensació de paral·laxi per mitigar aquest problema.

### Pel·lícula i sensor
La captura d'imatge en una càmera es produeix quan la llum incideix en una superfície sensible a la llum: pel·lícula fotogràfica o un sensor digital. Situat dins del cos de la càmera, la pel·lícula o el sensor registra el patró de la llum quan l'obturador s'obre breument per permetre que la llum passi durant l'exposició.
Carregar pel·lícula a una càmera de pel·lícula és un procés manual. La pel·lícula, normalment allotjada en un cartutx, es carrega en una ranura designada a la càmera. Un extrem de la tira de pel·lícula, el líder de la pel·lícula, s'enfila manualment a una bobina de recollida. Un cop tancada la part posterior de la càmera, s'utilitza la palanca o el botó d'avanç de la pel·lícula per assegurar-se que la pel·lícula estigui col·locada correctament. A continuació, el fotògraf enrotlla la pel·lícula, sigui manualment o automàticament, segons la càmera, per col·locar una part en blanc de la pel·lícula en el camí de la llum. Cada vegada que es fa una foto, el mecanisme d'avanç de la pel·lícula allunya la pel·lícula exposada, posant una nova secció de pel·lícula no exposada en posició per a la següent presa.
La pel·lícula s'ha d'avançar després de cada presa per evitar una doble exposició, on la mateixa secció de pel·lícula s'exposa a la llum dues vegades, donant lloc a imatges superposades. Un cop s'han exposat tots els fotogrames del rotllo de pel·lícula, la pel·lícula es torna a bobinar al cartutx, a punt per ser retirada de la càmera per revelar-la.
A les càmeres digitals, els sensors solen incloure Dispositius acoblats de càrrega (CCD) o xips CMOS (Complementary Metal-Oxide-Semiconductor), els quals converteixen la llum entrant en càrregues elèctriques per formar imatges digitals. Els sensors CCD, tot i que consumeixen molta energia, són reconeguts per la seva excel·lent sensibilitat a la llum i qualitat d'imatge. Per contra, els sensors CMOS ofereixen lectures de píxels individuals, la qual cosa condueix a menys consum d'energia i velocitats de fotogrames més ràpides, ja que la seva qualitat d'imatge ha millorat significativament amb el temps.
Les càmeres digitals converteixen la llum en dades electròniques que es poden processar i emmagatzemar directament. El volum de dades generades depèn de la mida i les propietats del sensor, per la qual cosa calen mitjans d'emmagatzematge com ara Compact Flash, Memory Sticks i targetes SD (Secure Digital). Les càmeres digitals modernes solen incloure un monitor integrat per a la revisió i els ajustos immediats de la imatge. Les imatges digitals també són més fàcilment manipulades i manipulades per ordinadors, oferint un avantatge significatiu en termes de flexibilitat i potencial de postprocessament respecte a les pel·lícules tradicionals.

### Accessoris per a la càmera

#### Flash
Un flash proporciona una breu ràfega de llum brillant durant l'exposició i és una font de llum artificial que s'utilitza habitualment en fotografia. La majoria dels sistemes de flaix moderns utilitzen una descàrrega d'alta tensió alimentada per bateries a través d'un tub ple de gas per generar llum brillant durant un temps molt curt (1/1.000 de segon o menys).
Moltes unitats de flaix mesuren la llum reflectida pel flaix per ajudar a determinar la durada adequada del flaix. Quan el flaix està connectat directament a la càmera, normalment en una ranura a la part superior de la càmera (la sabata del flaix o la sabata calenta) o mitjançant un cable, l'activació de l'obturador de la càmera activa el flaix i el mesurador de llum intern de la càmera pot ajudar a determinar la durada del flaix.
L'equip de flaix addicional pot incloure un difusor de llum, suport i suport, reflector, caixa tova, disparador i cable.

#### Altres accessoris
Els accessoris per a càmeres s'utilitzen principalment per a la cura, la protecció, els efectes especials i les funcions.
- Para-sol de l'objectiu: s'utilitza a l'extrem d'una lent per bloquejar el sol o una altra font de llum per evitar l'enlluernament i la reflexió de la lent (vegeu també Matte box).
- Tapa de l'objectiu: cobreix i protegeix la lent de la càmera quan no s'utilitza.
- Adaptador d'objectius: permet l'ús de lents diferents d'aquelles per a les quals va ser dissenyada la càmera.
- Filtre: permet colors artificials o canvia la densitat de la llum.
- Tub d'extensió de la lent: permet l'enfocament proper a la fotografia macro.
- Cura i protecció: inclosa la funda i la coberta de la càmera, les eines de manteniment i el protector de pantalla.
- Monitor de la càmera: proporciona una vista fora de la càmera de la composició amb una pantalla més brillant i acolorida, i normalment exposa eines més avançades com ara guies d'enquadrament, focus peaking, zebra stripes, monitor de forma d'ona (sovint com una "desfilada RGB"), vectorscopis i color fals per ressaltar àrees de la imatge crítiques per al fotògraf.
- Trípode: s'utilitza principalment per mantenir la càmera ferma mentre s'enregistra un vídeo, es fa una exposició llarga i fotografia en lapse de temps.
- Adaptador de microscopi: s'utilitza per connectar una càmera a un microscopi per fotografiar allò que el microscopi està examinant.
- Alliberament del cable: s'utilitza per controlar l'obturador de forma remota mitjançant un botó de l'obturador remot que es pot connectar a la càmera mitjançant un cable. Es pot utilitzar per bloquejar l'obturador obert durant el període desitjat, i també s'utilitza habitualment per evitar que el moviment de la càmera premi el botó de l'obturador de la càmera integrat.
- Escut de rosada: evita l'acumulació d'humitat a la lent.
- Filtre UV: pot protegir l'element frontal d'una lent de rascades, esquerdes, taques, brutícia, pols i humitat mantenint un impacte mínim en la qualitat de la imatge.
- Bateria i de vegades un carregador.

Les càmeres de gran format utilitzen equips especials que inclouen una lupa, un visor, un buscador d'angles i un carril/camió d'enfocament. Algunes rèflex professionals es poden proporcionar amb visors intercanviables per a l'enfocament a nivell dels ulls o de la cintura, pantalles d'enfocament, ocular, fons de dades, motor-accionaments per a pel·lícules transport o paquets de bateries externs.

## Diferències entre la càmera i l'ull humà
La càmera capta les imatges per procediments tecnològics similars als mecanismes fisiològics de l’ull humà. Però, malgrat les seves semblances, la càmera és molt menys perfecta en la captació d’imatges que interpreta per procediments diferents.
Passem a un detall comparatiu entre l’ull humà i la càmera en relació amb la captació i la comprensió de les imatges:
Respecte a la captació:
L’ull humà captura la llum a través de processos fisiològics a diferència de la càmera que ho fa amb mecanismes tecnològics. Les principals diferències del procés de captació són:
- Respecte a la quantitat de llum: La càmera no respon amb la rapidesa i eficàcia de l’ull davant canvis o situacions crítiques d’il·luminació.

- Respecte a l’enquadrament: La càmera enquadra un espai molt limitat, mentre que l’ull no està limitat per l’enquadrament i té un angle de visió molt superior.
- Respecte a l’enfocament: La càmera té limitacions per a mantenir enfocat simultàniament objectes distants mentre que l’ull humà passa de l’un a l’altre sense problemes. L’ull explora la imatge i processa la informació instantàniament seleccionant a cada moment el punt d’atenció, mentre que la càmera presenta en l’enquadrament una imatge global sense distingir entre el que és significatiu i el que no.
- Respecte a la qualitat de llum (colors): Mentre que l’ull s'adapta automàticament als canvis de llum i reconeix els colors dels objectes coneguts, la càmera no els coneix i ha de saber en cada moment quin tipus de llum il·lumina els objectes per fer una correcta lectura dels colors d’aquests objectes.

Respecte a la comprensió:
En les imatges captades per l’ull humà, provinents de la realitat, el cervell les rep directament i les processa de forma eficaç i instantània per extreure el seu significat. Les imatges procedents de la càmera, en canvi, són prèviament seleccionades i combinades, l’exploració ja ha estat feta, així que quan les veiem en pantalla, el cervell les interpreta tal com se li presenten.
La càmera no presenta la realitat, sinó una visió de la realitat. No mostra les imatges perquè l’ull explori i seleccioni el que és significatiu. Tot el que presenta està ja seleccionat i es converteix en significatiu de manera comuna per a tothom. És aquest procés que anomenem llenguatge audiovisual el que permet a l’emissor elaborar conscientment missatges amb significats informatius i expressius comprensibles pels receptors.